# 막스 피카르트
막스 피카르트(Max Picard, 1888년 6월 5일 독일 바덴 쇼프하임 출생, 1965년 10월 3일 스위스 소렌고 사망)는 스위스의 작가이자 철학자이며, 20세기에 철저히 플라톤적 감성으로 글을 쓰는 소수의 사상가 중 중요한 인물이었다.

## 생애
스위스 국경 독일 마을 쇼프하임(Schopfheim)의 유대인 가정에서 태어난 막스 피카르트는 의학을 공부했고 1911년에 의학 학위를 받았다. 그는 처음에는 하이델베르크에서, 이후에는 뮌헨에서 의사로 활동했다. 당시 의학계의 실증주의적, 다윈주의적 성향이 불만족스러웠던 그는 1915년부터 의학계와 거리를 두기 시작하여 철학 쪽으로 관심사를 돌렸다. 1919년에 그는 스위스 로카르노로 이주했으며, 이후 브리사고로 이주했다.
1929년에 그는 저서 Das Menschengesicht(인간의 얼굴)을 완성했다. 1934년에는 Die Flucht vor Gott (신으로부터의 도피)가 출판되었다. 그는 1930년대 후반에 동료 이민자이자 예술가인 Gunter Böhmer와 친분을 쌓았다. 1939년에 피카르트는 젊은 시절 믿었던 유대교에서 로마 카톨릭으로 개종했다.
1947년에 그는 프랑스 철학자 가브리엘 마르셀을 처음 만났고, 평생 동안 우정을 쌓고 꾸준히 편지를 주고받았습니다(2006년 출판됨). 마르셀은 1953년 피카르트의 Die Welt des Schweigens(침묵의 세계)의 첫 프랑스어 번역본 서문을 썼다. 피카르트는 1952년에 요한-페터-헤벨 상을 받았다.
에마뉘엘 레비나스(Emmanuel Levinas)는 1976년 자신의 컬렉션 Noms propres(Proper Names)에서 Picard의 작품을 칭찬했다.

## 참고도서
- 1917 Expressionistische Bauernmalerei [Expressionist Folk Painting]. München: Delphin
- 1921 Der letzte Mensch [The Last Man]. Leipzig: E. T. Tal & Co.
- 1930 Das Menschengesicht [The Human Face]. München: Delphin
- 1934 Die flucht vor Gott [The Flight From God]. Erlenbach: Rentsch (published in English in 1952)
- 1947 Hitler in uns selbst [Hitler in Our Selves]. Erlenbach: Rentsch
- 1948 Die Welt des Schweigens [The World of Silence]. Erlenbach-Zürich/Konstanz: Rensch
- 1954 Die Atomisierung der Modernen Künste [The Atomization of Modern Arts]. Hamburg: Furche

1. ↑  Gabriel Marcel-Max Picard: Correspondance 1947–1965, L'Harmattan, 2006